# Upskirt
Upskirt (апскёрт(инг) — с англ. — «подглядывание под юбку») — разновидность сексуального фетишизма или вуайеризма, при котором подглядывание под юбками или килтами производится без ведома пострадавшего, нередко с фото- и видеофиксацией. Во многих странах такая практика считается нарушением норм общественной морали, покушением на неприкосновенность частной жизни и уголовно наказуема.
Термин используется для обозначения как собственно действия, так и получившихся в результате фотографий или видеозаписей.

## Понятие
Апскёртинг рассматривается как одна из форм сексуального интеллектуального кибернасилия, материалы которого причисляются к порнографии в частности для извлечение коммерческой выгоды. Апскёртинг нарушает личные границы потерпевшего, может нанести ему психологическую травму, дискомфорт и лишает человека чувства безопасности в общественных местах, что указывает на то, что апскёртинг посягает на общественную нравственность. С 2013 по 2017 год зафиксированные случаи апскёртинга выросли на 178 %.
Схожим по значению в русском языке является слово «засвет», используемое для обозначения фотографий и видеозаписей, на которых случайно или специально запечатлены любые интимные части тела людей, находящихся в общественных местах: на улицах, в общественном транспорте и магазинах, а также в процессе посадки и высадки из транспортных средств.
Некоторые женщины в юбках, включая спортсменок и знаменитостей, а также школьниц надевают под юбки «защитные шорты», что отчасти может спасти от нежелательного внимания.

## Уголовное наказание
Во многих странах апскёртинг без разрешения жертвы непозволителен и уголовно наказуем.

### Великобритания
В Великобритании с апреля 2019 года апскёртинг входит в число правонарушений на почве вуайеризма, согласно закону 2003 года о преступлениях на сексуальной почве. Запрещено производить съёмку обычно прикрытых интимных частей тела жертвы для самоудовлетворения и/или унижения, травли человека. Максимальное наказание за это преступление предполагает два года тюремного заключения, а в более серьезных случаях сексуального характера осуждённые включаются в реестр лиц, совершивших насильственные действия сексуального характера.
В Шотландии поправка в закон 2010 года расширила определение вуайеризма, включив в него подглядывание под юбку, и относит действие к преступлению.

### Германия
В ноябре 2019 года немецкий Бундестаг одобрил законопроект, предусматривающий уголовную ответственность за апскёртинг, а также за фотографирование погибшей жертвы несчастного случая в оскорбительном виде; немецкие СМИ назвали последнее «раббернекингом». Наказание за апскёртинг предусматривает конфискацию записывающих или иных технических устройств (даже если в момент совершения преступления, техника не принадлежала преступнику), лишение свободы до 2-х лет или штраф.

### Канада
Согласно Уголовному законодательству Канады, при совершении акта вуайеризма с любыми средствами фиксации (фото, видео) мотивы виновного значения не имеют и могут повлечь наказание в виде лишения свободы сроком до 5 лет. По данным канадских исследователей, цифровому насилию с применением апскёртинга подвержены 85 % женщин.

### Новая Зеландия
В Новой Зеландии запрещено производить съёмку интимных частей тела человека в любой обстановке, предполагающей «сохранение конфиденциальности». Это относится как к публичной, так и к частной обстановке. Также запрещено хранение или распространение таких изображений.

### Россия
В России при получении фото- и видеоматериалов в местах, предполагающих приватность обнажаемого (дом, кабинка для переодевания, общественные туалеты, баня и пр.) наступает ответственность за нарушение конституционного права за неприкосновенность частной жизни по ст. 137 УК РФ, а если полученные материалы и действия подпадают под понятие порнографии, то дополнительно ст. 242 УК РФ. Возраст потерпевшего на квалификацию преступления не влияет, наказание за апскёртинг, особенно в отношении несовершеннолетних, распространяется и на лиц, не достигших 18-летнего возраста.

### США
В США законы различаются в зависимости от штата. На федеральном уровне с 2004 года действует закон о предотвращении видеовуайеризма, предусматривающий наказание тех, кто намеренно снимает интимные места человека без его согласия, как покушение на неприкосновенность частной жизни. Этот закон применяется только в районах, находящихся под федеральной юрисдикцией. Закон штата Иллинойс от 2005 года предусматривает уголовную ответственность за видеосъёмку или передачу видео с обнажёнными телами других людей без их согласия. Постановление Чикаго от 2014 года предусматривает наказание в виде штрафа в размере 500 долларов.

### Франция
Во Франции в 2018 году появился закон, который предусматривает наказание за подобные правонарушения в виде тюремного заключения сроком на один год и штрафа в размере 15 000 евро.

### Южная Корея
См. также: Молка
В Южной Корее закон о наказании за сексуальное насилие запрещает тайную фотосъёмку, то есть фотографирование людей без их разрешения, и влечёт за собой уголовное наказание преступника, которого вносят в базу сексуальных преступников. Закон касается как апскёртинга, так и съёмки одетого человека издалека. Если фотографируемый несовершеннолетний, наказание предполагается гораздо суровее. Преступлением является съёмка, а не распространение информации. Если человека сфотографировали издалека, суд решает, сфотографирована ли «сексуальная часть тела» и было ли в том «сексуальное намерение». Закон подвергся критике из-за размытых формулировок. Некоторые южнокорейские юристы предполагают, что размещение видеозаписей уличных мероприятий, таких как Хэллоуин, в социальных сетях может попасть под статью о сексуальном преступлении.

### Япония
В Японии служба безопасности префектур (迷惑防止条例) запрещают тайную фотосъёмку, а также преследование (сталкинг), тикан и другие правонарушения. Хотя в каждой префектуре страны приняты различные варианты этого постановления, детали сильно различаются.
В июне 2023 года парламент Японии принял новый законе о сексуальных преступлениях, который откорректировал предыдущие предписания, относящиеся к службе безопасности префектур, и назначает наказание в виде тюремного заключения сроком от трёх лет или штрафом в размере до 3 миллионов японских иен за фотографирование или видеосъёмку жертвы.
Для сигнализации об угрозе апскёртинга на телефонах невозможно отключить звук при фотографировании.